# Evolvulus sericeus
Evolvulus sericeus är en vindeväxtart som beskrevs av Olof Swartz. Evolvulus sericeus ingår i släktet Evolvulus och familjen vindeväxter.

## Underarter
Arten delas in i följande underarter:
- E. s. pedunculatus
- E. s. elongatus
- E. s. glaberrimus
- E. s. holosericeus

## Bildgalleri

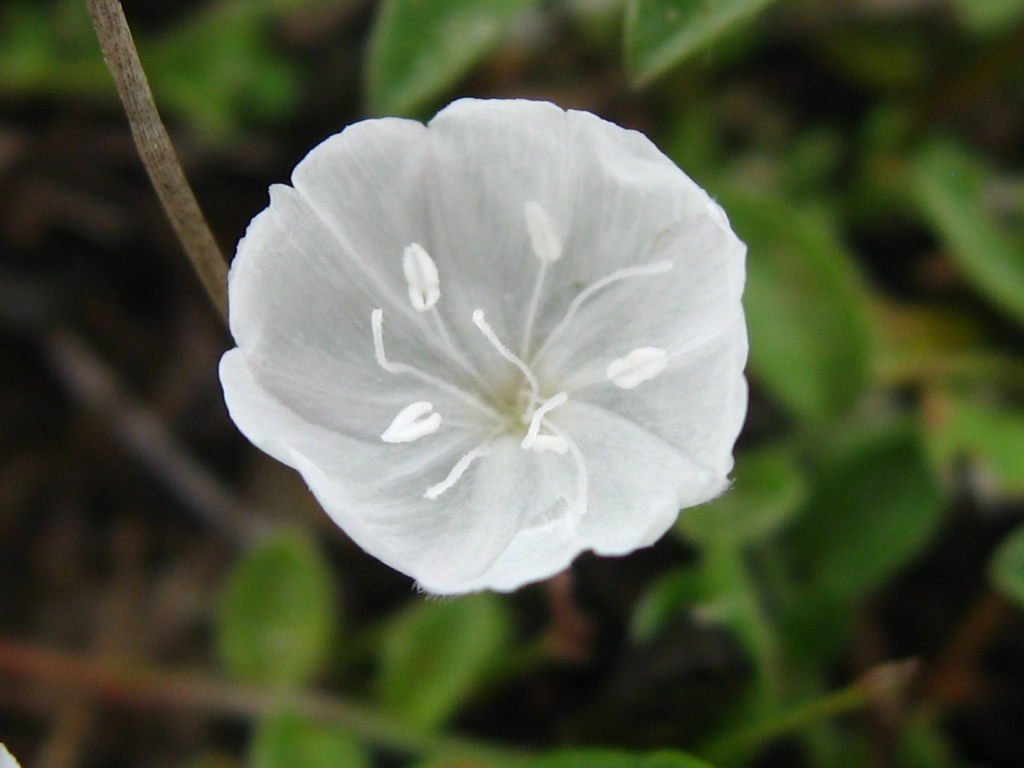
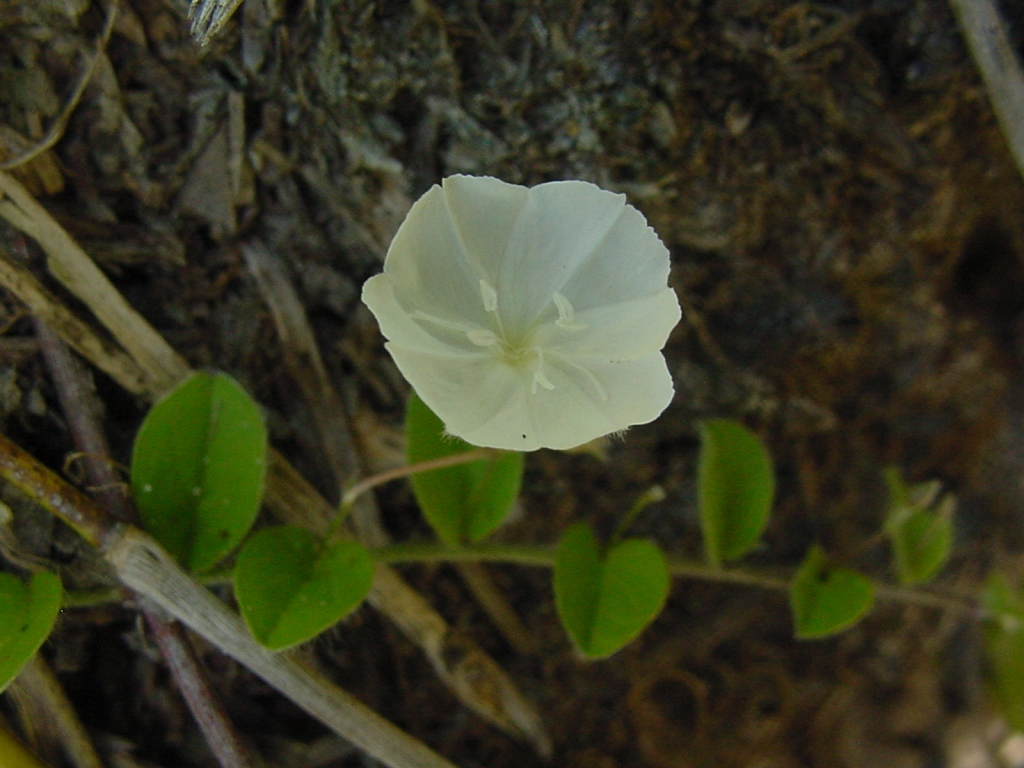
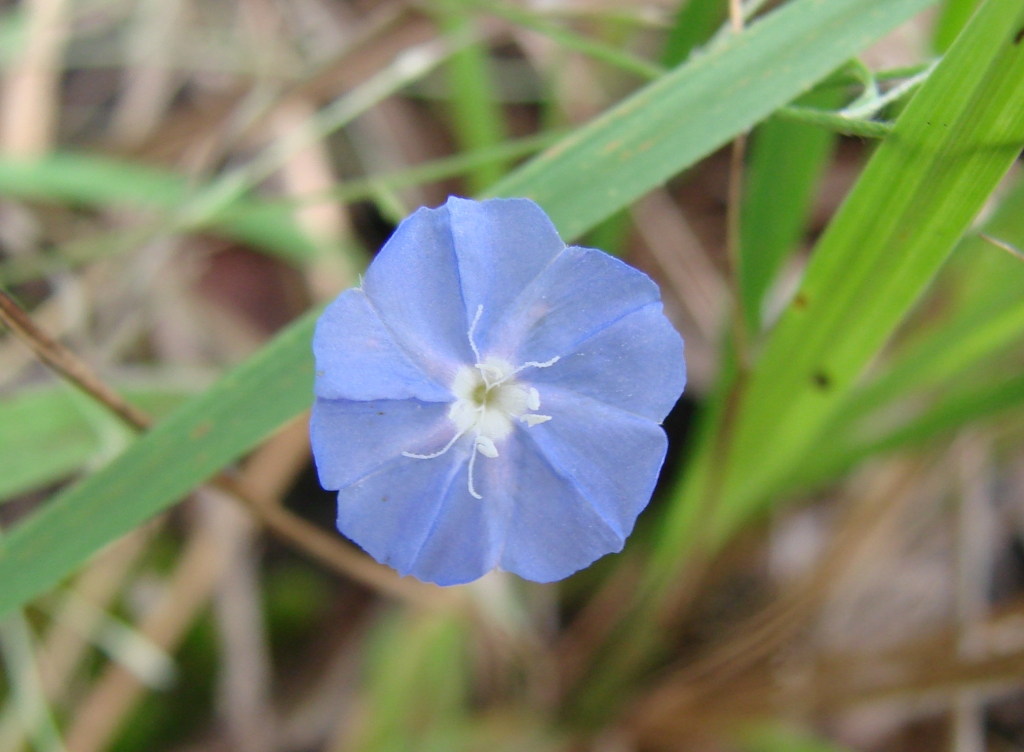